# 6 Ore del Fuji 2023
La 6 Ore del Fuji 2023 è stato un evento di corsa di auto sportive di durata che si è tenuto il 10 settembre 2023 preso il Circuito del Fuji, sesto round della stagione 2023 del WEC. L'edizione del 2023 è stata la 19ª nella storia dell'evento e la decima valida per il Campionato del mondo endurance.

## Elenco iscritti
Di seguito l'elenco dei partecipanti:
Nella classe Hypercar gli equipaggi scendono da 13 a 12 visto l'assenza del team Glickenhaus Racing. Visto l'infortunio di Nico Müller, il team Peugeot TotalEnergies lo sostituisce con Stoffel Vandoorne. 
Nella classe LMP2, il team Prema sposta Andrea Caldarelli dalla vettura n.9 per metterlo al posto di Matthias Beche sulla vettura n.63, a completare la formazione sulla vettura n.9 ritorna Juan Manuel Correa. Anche il team United Autosports sposta Ben Hanley dalla vettura n.22 alla n.23, al suo posto ritorna Filipe Albuquerque.
Nella classe LMGTE Am, Kei Cozzolino parteciperà alla corsa con la Ferrari del team AF Corse insieme al connazionale Hiroshi Koizumi. I due piloti nipponici sostituiscono Ulysse de Pauw e Julien Piguet. Kessel Racing rimasta senza Cozzolino chiama il debuttante Ritomo Miyata al suo posto. Il team Project 1 - AO conferma Matteo Cairoli e richiama  P. J. Hyett e  Gunnar Jeannette, entrambi gli statunitensi avevano saltato la 6 Ore di Monza. Il team Northwest AMR ritorna nella serie dopo aver saltato la gara di Monza. 
| No. | Squadra                   | Auto                   | Pneumatici | Pilota 1               | Pilota 2           | Pilota 3            |
| --- | ------------------------- | ---------------------- | ---------- | ---------------------- | ------------------ | ------------------- |
| 2   | Cadillac Racing           | Cadillac V-LMDh        | M          | Earl Bamber            | Alex Lynn          | Richard Westbrook   |
| 4   | Floyd Vanwall Racing Team | Vanwall Vandervell 680 | M          | João Paulo de Oliveira | Esteban Guerrieri  | Jacques Villeneuve  |
| 5   | Porsche Penske Motorsport | Porsche 963            | M          | Michael Christensen    | Dane Cameron       | Frédéric Makowiecki |
| 6   | Porsche Penske Motorsport | Porsche 963            | M          | André Lotterer         | Laurens Vanthoor   | Kévin Estre         |
| 7   | Toyota Gazoo Racing       | Toyota GR010 Hybrid    | M          | Mike Conway            | Kamui Kobayashi    | José María López    |
| 8   | Toyota Gazoo Racing       | Toyota GR010 Hybrid    | M          | Sébastien Buemi        | Brendon Hartley    | Ryō Hirakawa        |
| 38  | Hertz Jota Sport          | Porsche 963            | M          | Antonio Félix da Costa | Will Stevens       | Ye Yifei            |
| 50  | Ferrari AF Corse          | Ferrari 499P           | M          | Antonio Fuoco          | Nicklas Nielsen    | Miguel Molina       |
| 51  | Ferrari AF Corse          | Ferrari 499P           | M          | Alessandro Pier Guidi  | Antonio Giovinazzi | James Calado        |
| 93  | Peugeot TotalEnergies     | Peugeot 9X8            | M          | Mikkel Jensen          | Jean-Éric Vergne   | Paul di Resta       |
| 94  | Peugeot TotalEnergies     | Peugeot 9X8            | M          | Stoffel Vandoorne      | Gustavo Menezes    | Loïc Duval          |
| 99  | Proton Competition        | Porsche 963            | M          | Gianmaria Bruni        | Harry Tincknell    | Neel Jani           |

| No. | Squadra                   | Auto            | Pneumatici | Pilota 1           | Pilota 2           | Pilota 3           |
| --- | ------------------------- | --------------- | ---------- | ------------------ | ------------------ | ------------------ |
| 9   | Prema Team                | Oreca 07-Gibson | G          | Juan Manuel Correa | Bent Viscaal       | Filip Ugran        |
| 10  | Vector Sport              | Oreca 07-Gibson | G          | Ryan Cullen        | Gabriel Aubry      | Matthias Kaiser    |
| 22  | United Autosports         | Oreca 07-Gibson | G          | Filipe Albuquerque | Philip Hanson      | Frederick Lubin    |
| 23  | United Autosports         | Oreca 07-Gibson | G          | Ben Hanley         | Oliver Jarvis      | Josh Pierson       |
| 28  | Jota Sport                | Oreca 07-Gibson | G          | Pietro Fittipaldi  | David H. Hansson   | Oliver Rasmussen   |
| 31  | Team WRT                  | Oreca 07-Gibson | G          | Robin Frijns       | Sean Gelael        | Ferdinand Habsburg |
| 34  | Inter Europol Competition | Oreca 07-Gibson | G          | Fabio Scherer      | Jakub Śmiechowski  | Albert Costa       |
| 35  | Alpine ELF Team           | Alpine A470     | G          | Olli Caldwell      | André Negrão       | Memo Rojas         |
| 36  | Alpine ELF Team           | Alpine A470     | G          | Charles Milesi     | Matthieu Vaxivière | Julien Canal       |
| 41  | Team WRT                  | Oreca 07-Gibson | G          | Rui Andrade        | Robert Kubica      | Louis Delétraz     |
| 63  | Prema Team                | Oreca 07-Gibson | G          | Doriane Pin        | Andrea Caldarelli  | Daniil Kvjat       |

| No. | Squadra                | Auto                     | Pneumatici | Pilota 1           | Pilota 2              | Pilota 3           |
| --- | ---------------------- | ------------------------ | ---------- | ------------------ | --------------------- | ------------------ |
| 21  | AF Corse               | Ferrari 488 GTE Evo      | M          | Simon Mann         | Kei Cozzolino         | Hiroshi Koizumi    |
| 25  | ORT By TF Sport        | Aston Martin Vantage AMR | M          | Ahmad Al Harthy    | Michael Dinan         | Charlie Eastwood   |
| 33  | Corvette Racing        | Chevrolet Corvette C8.R  | M          | Ben Keating        | Nicolás Varrone       | Marco Sørensen     |
| 54  | AF Corse               | Ferrari 488 GTE Evo      | M          | Davide Rigon       | Francesco Castellacci | Thomas Flohr       |
| 56  | Team Project 1         | Porsche 911 RSR-19       | M          | Matteo Cairoli     | Gunnar Jeannette      | P. J. Hyett        |
| 57  | Kessel Racing          | Ferrari 488 GTE Evo      | M          | Scott Huffaker     | Takeshi Kimura        | Ritomo Miyata      |
| 60  | Iron Lynx              | Porsche 911 RSR-19       | M          | Matteo Cressoni    | Alessio Picariello    | Claudio Schiavoni  |
| 77  | Dempsey-Proton Racing  | Porsche 911 RSR-19       | M          | Christian Ried     | Mikkel O. Pedersen    | Julien Andlauer    |
| 83  | Richard Mille AF Corse | Ferrari 488 GTE Evo      | M          | Luis Perez Companc | Lilou Wadoux          | Alessio Rovera     |
| 85  | Iron Dames             | Porsche 911 RSR-19       | M          | Sarah Bovy         | Rahel Frey            | Michelle Gatting   |
| 86  | GR Racing              | Porsche 911 RSR-19       | M          | Michael Wainwright | Riccardo Pera         | Michael Wainwright |
| 98  | Northwest AMR          | Aston Martin Vantage AMR | M          | Daniel Mancinelli  | Ian James             | Alex Riberas       |
| 777 | D'station Racing       | Aston Martin Vantage AMR | M          | Tomonobu Fujii     | Satoshi Hoshino       | Casper Stevenson   |